# لوتوفاجي
لوتوفاجي (بالإنجليزية: Lotophagi)‏ ومعنى الاسم هو (أكلة اللوتس) شعب غريب في الأساطير اليونانية يعيش على ساحل أفريقيا زارهم أوديسيوس ورفاقه الذين اختلطوا في الحال بآكلي اللوتس، ولم يسع واحد منهم إلى قتل أوديسيوس أو رفاقه بل قدموا لهم شيئا من اللوتس ليأكلوه فهم يعيشون في غذاءهم على الأزهار فحسب، وما من واحد من رفاق أوديسيوس أكل ثمرة اللوتس التي تعادل الشهد حلاوة إلا وفقد الرغبة في العودة أو إحضار أنباء عن رفيقه، بل طاب لهم المقام هناك بين آكلي اللوتس متخذين اللوتس غذاء لهم، وناسين طريقهم إلى الوطن. فاضطر أوديسيوس إلى ارجاعهم إلى السفن بالقوة وهم يبكون وتقييدهم بها لئلا يأكل أي فرد منهم اللوتس خطأ فينسی رحلته إلى الوطن.
ذکر هوميروس قصتهم في الأوديسة، الكتاب التاسع. وهيرودوت في تاريخه، حيث يقول أن آكلي اللوتس هم سكان ليبيا الغربية. ويبدو أن أكل زهرة اللوتس يجعل المرء ينسى كل شيء. کتب تنسون عن الأسطورة بعنوان «آکي اللوتس».